# George Kobaladze
George Kobaladze (24 mai 1976 à Tskhinvali en Géorgie - ) est un haltérophile du Québec ayant représenté le Canada dans plusieurs compétitions internationales. Il participe dans la catégorie des super-lourds (+105 kg).
Parmi les succès récents, à noter sa victoire aux Jeux du Commonwealth de 2014, à Glasgow, en Écosse, où l’athlète a remporté la médaille d’or dans l’épreuve de plus de 105 kg et a établi de nouveaux records des Jeux.

## Records des Jeux du Commonwealth
229 kg en épaulé-jeté
400 kg - en combiné
Septuple champion du Canada chez les plus de 105 kg, Kobaladze remporte le titre de Meilleur athlète senior masculin de l'année à cinq reprises dans le cadre des championnats canadiens (soit en 2014, 2013, 2012, 2011, et en 2009).
Kobaladze est le premier haltérophile canadien à avoir soulevé 500 livres et le premier haltérophile canadien à avoir réussi un combiné de plus de 400 kilos.
Au Festival sportif Arnold Classique 2013, l’haltérophile de Montréal s’est classé 2e selon le tableau Sinclair (toutes catégories de poids confondues).
Aux Championnats du monde d'haltérophilie 2013 à Wroclaw en Pologne), George Kobaladze a fini en 11e position.

## Palmarès
- Médaillé d'argent aux Jeux panaméricains de 2015 (Toronto, Canada)
- Médaillé d'or aux Jeux du Commonwealth de 2014 (Glasgow, Écosse)
- Médaillé d'argent aux championnats panaméricains de 2013 (Margarita, Venezuela)
- Médaillé d'argent aux championnats panaméricains de 2012 (Antigua, Guatemala)
- Médaillé de bronze aux Jeux panaméricains de 2011 (Guadalajara, Mexique)
- Médaillé de bronze aux Jeux du Commonwealth de 2010 (Delhi, Inde)

## Participations aux compétitions internationales
| Année | Compétition                        | Emplacement    | Catégorie      | Arraché | Épaulé-jeté | Total  | Place |
| ----- | ---------------------------------- | -------------- | -------------- | ------- | ----------- | ------ | ----- |
| 2015  | Jeux panaméricains de 2015         | Toronto        | plus de 105 kg | 168 kg  | 208 kg      | 376 kg | 2e    |
| 2014  | Jeux du Commonwealth 2014          | Glasgow        | plus de 105 kg | 171 kg  | 229 kg      | 400 kg | 1er   |
| 2013  | Championnats du monde              | Wroclaw        | plus de 105 kg | 174 kg  | 223 kg      | 397 kg | 11e   |
| 2013  | Championnats panaméricains         | Margarita      | plus de 105 kg | 171 kg  | 218 kg      | 389 kg | 2e    |
| 2013  | Arnold Weightlifting Championships | Columbus, Ohio | plus de 105 kg | 172 kg  | 225 kg      | 397 kg | 2e    |
| 2012  | Championnats panaméricains         | Antigua        | plus de 105 kg | 171 kg  | 219 kg      | 390 kg | 2e    |
| 2011  | Championnats du monde              | Paris          | plus de 105 kg | 169 kg  | 220 kg      | 389 kg | 19e   |
| 2011  | Jeux panaméricains                 | Guadalajara    | plus de 105 kg | 170 kg  | 223 kg      | 393 kg | 3e    |
| 2010  | Championnats du monde              | Antalya        | plus de 105 kg | 165 kg  | 212 kg      | 377 kg | 19e   |
| 2010  | Jeux du Commonwealth               | Delhi          | plus de 105 kg | 168 kg  | 218 kg      | 386 kg | 3e    |
| 2009  | Championnats du monde              | Goyang         | plus de 105 kg | 166 kg  | 212 kg      | 378 kg | 14e   |

## Records canadiens
| Arraché     | 175 kg | 18 mai 2014     |
| Épaulé-jeté | 229 kg | 31 juillet 2014 |
| Total       | 402 kg | 18 mai 2014     |